# Formación Isalo III
La formación Isalo III es una formación geológica de Madagascar, en la costa oriental de África. Data de un período anterior al Jurásico Medio. Está dividida en dos subunidades; la inferior o bajociense, es llamada Isalo IIIa y es también conocida como formación Beronono. La superior o bathoniense, llamada Isalo IIIb y también conocida como formación Sakaraha. La formación comprende claystones, areniscas y margas depositadas en un medio sedimentario terrestre. Está limitada al noroeste y en al sureste del país y ha proporcionado una gran variedad de fósiles.

## Fauna vertebrada

### Dinosaurios
| Dinosaurios del Isalo III Formación | Dinosaurios del Isalo III Formación | Dinosaurios del Isalo III Formación                         | Dinosaurios del Isalo III Formación | Dinosaurios del Isalo III Formación                                                                 |
| Taxon                               | Especie                             | Presencia                                                   | Notas                               | Imágenes                                                                                            |
| ----------------------------------- | ----------------------------------- | ----------------------------------------------------------- | ----------------------------------- | --------------------------------------------------------------------------------------------------- |
| ?Allosauroidea                      | Indeterminado                       | Geográficamente localizado en Faritany Majunga, Madagascar. |                                     | |
| Lapparentosaurus                    | L. madagascariensis                 | Geográficamente localizado en Faritany Majunga, Madagascar. |                                     | "Más de [cuatro] los esqueletos parciales que carecen de cráneos y dientes."                        |
| Archaeodontosaurus                  | Un. descouensi                      | Ambondromamy, Majunga, Madagascar                           | Dientes y mandible                  | |
| Sauropoda                           | Indeterminado                       | Geográficamente localizado en Faritany Majunga, Madagascar. |                                     | (=Bothriospondylus madagascariensis) "Vértebras aisladas, elementos de al menos [diez] individuos." |

### Crocodyliformes
| Crocodyliformes Del Isalo III Formación | Crocodyliformes Del Isalo III Formación | Crocodyliformes Del Isalo III Formación | Crocodyliformes Del Isalo III Formación | Crocodyliformes Del Isalo III Formación |
| Taxon                                   | Especie                                 | Presencia                               | Notas                                   | Imágenes                                |
| --------------------------------------- | --------------------------------------- | --------------------------------------- | --------------------------------------- | --------------------------------------- |
| Razanandrongobe                         | R. sakalavae                            | IIIb                                    | Notosuchian                             |                                         |

### Mamíferos
| Mamíferos del Isalo III Formación | Mamíferos del Isalo III Formación | Mamíferos del Isalo III Formación | Mamíferos del Isalo III Formación | Mamíferos del Isalo III Formación |
| Taxon                             | Especie                           | Presencia                         | Notas                             | Imágenes                          |
| --------------------------------- | --------------------------------- | --------------------------------- | --------------------------------- | --------------------------------- |
| Ambondro                          | Un. mahabo                        | IIIb                              | [ 6 ]                             |                                   |